# HMS Regent
HMS Regent fu una caracca inglese da 600 o 1000 tonnellate varata a Chatham nel 1488 col nome di Grace Dieu (o Grace à Dieu). Venne rinominata Regent l'anno successivo per permettere di utilizzare il nome sulla nuova ammiraglia inglese Henri Grâce à Dieu.

## Servizio

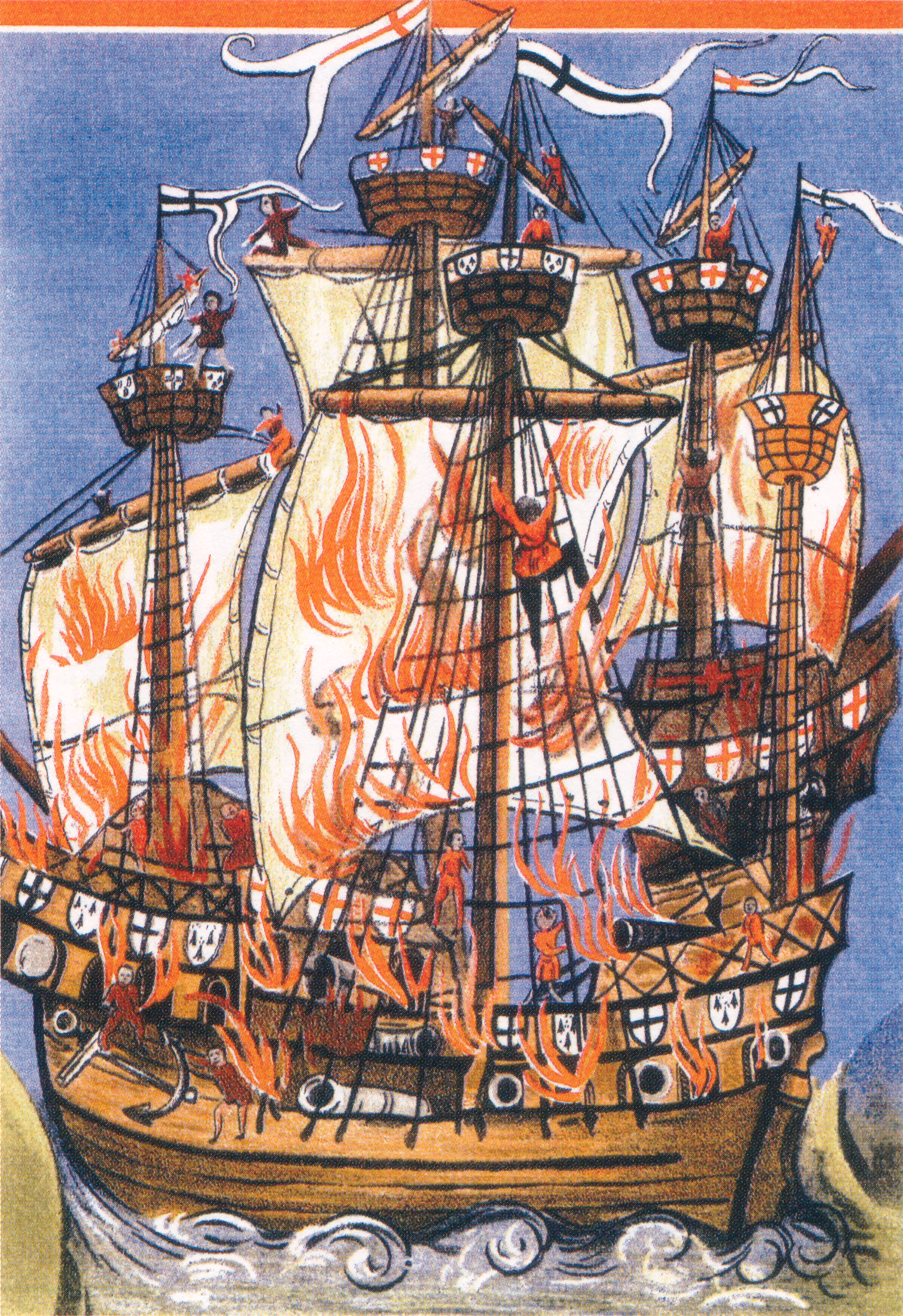
La battaglia tra la Cordelière e la HMS Regent in una illustrazione di un poema epico latino di Germain de Brie

Nel 1512 era l'ammiraglia dell'ammiraglio inglese Sir Thomas Knyvett. Il 10 agosto 1512 una flotta inglese di 25 navi tra cui la Regent attaccò la Francia a Brest in Bretagna. 
La nave venne distrutta durante la battaglia di St. Mathieu durante l'attacco all'ammiraglia francese Marie la Cordelière; questa dopo aver duellato con la Mary Rose ed aver subito danni rilevanti fu presa dal fuoco dei cannoni della Mary James, della Sovereign e della Regent; mentre Hervé de Portzmoguer, il capitano della Cordelière, vide la sua nave ormai sopraffatta la stessa saltò in aria affondando la Regent che l'aveva abbordata. Il deposito munizioni della Cordeliere saltò in aria, secondo alcune fonti per un gesto deliberato del suo capitano affondando entrambe le navi. Knyvett ed Hervé morirono entrambi insieme a circa 1700 persone tra i componenti dei due equipaggi e gli ospiti di un ricevimento che era ospitato a bordo della nave bretone e che non erano stati sbarcati quando la nave aveva preso il largo per affrontare la flotta inglese. Trentadue navi francesi furono catturate e distrutte nella battaglia.